# 新大嶼山巴士B4線
新大嶼山巴士B4線由嶼巴獨營，循環來往港珠澳大橋香港口岸及機場（客運大樓），屬於運輸署新增設的數條港珠澳大橋接駁巴士路線之一，以配合其通車啟用，方便往返機場及大橋口岸的乘客。本線是首條來往機場的出入境口岸專營巴士路線，並且與B6線一同成為香港境內首兩條24小時服務的常規專營巴士路線。

## 歷史
隨着港珠澳大橋落成啓用，運輸署於2016年2月發表《港珠澳大橋香港口岸的本地公共交通服務安排》，提出接駁港珠澳大橋香港口岸的本地公共交通服務的建議，建議新增兩條專營巴士路線分別前往機場及欣澳站，以及一條專綫小巴路線前往東涌站。
於2017年11月，運輸署宣佈來往港珠澳大橋香港口岸及機場客運大樓的新線的專營權由新大嶼山巴士投得，並獲編號為B4。
2018年10月24日早上9時正式投入服務，並收取$6.0優惠車資直至另行通知。
2019年10月24日凌晨零時起，本線及B6線回復原價。同日起，本線調整班次。
2020年1月31日凌晨零時起，受2019冠状病毒病疫情影響，本線再度調整班次。
2020年2月8日起，為配合政府壓縮跨境人流，該線當日起取消通宵服務，並大幅削減班次至每小時一班。
2020年4月5日，因應港珠澳大橋縮短通關時間，該線縮短服務時間，同月20日起更暫停服務直至2023年1月7日。
2021年4月4日，該線全程收費由$7.5調整至$8.3。
2023年1月8日，該線回復全日24小時服務，惟班次調整至30-60分鐘一班。
2023年6月18日，該線全程收費由$8.3調整至$9.1。
2023年11月26日，往大橋香港口岸方向繞經新落成的航天城交通總匯，取消航展道「機場博覽館」及航天城東路「香港天際萬豪酒店」站。
2023年12月1日，增設與居民巴士NR334線之八達通轉乘優惠。
2025年1月5日，該線全程收費由$9.1調整至$9.8。

## 服務時間及班次
| 港珠澳大橋香港口岸開 | 港珠澳大橋香港口岸開 | 港珠澳大橋香港口岸開 |
| 日期                 | 服務時間             | 班次（分鐘）         |
| -------------------- | -------------------- | -------------------- |
| 每日                 | 05:30-01:00          | 15                   |
| 每日                 | 01:00-05:30          | 30                   |

## 收費
全程：$9.8
| - 本線設有12歲以下小童及65歲或以上長者半價優惠。 - 65歲或以上香港居民使用「樂悠咭」，以及12歲以下合資格殘疾兒童使用「殘疾人士身份」個人八達通繳付車資，均可享有每程$2.0或半價（以較低者為準）的票價優惠；12至64歲合資格殘疾人士使用「殘疾人士身份」個人八達通（包括「樂悠咭」），以及60至64歲香港居民使用「樂悠咭」繳付車資，均可享有每程$2.0或全費（以較低者為準）的票價優惠。 - 65歲或以上長者如使用長者或一般個人八達通繳付車資，則只可享有半價優惠；12至64歲合資格殘疾人士如不使用「殘疾人士身份」個人八達通，以及60至64歲人士如不使用「樂悠咭」繳付車資，必須繳付全費。 - 乘客可以現金或八達通於上車時付款，不設找續。 - 每位成人乘客可免費攜帶最多兩名4歲以下而不佔座位的兒童乘客乘車，超額之4歲以下小童必須繳付小童車費乘車。 - 新大嶼山巴士全職員工及家屬（不包括外判職員）可免費乘搭本路線，惟必須出示職員證或家屬證。 - 乘客亦可使用AlipayHK「易乘碼」、支付寶及WeChatHK／微信支付「搭車碼」繳付車資。乘客使用此支付方式，將不能享有與其他嶼巴路線之轉乘優惠、「公共交通費用補貼計劃」及「長者及合資格殘疾人士公共交通票價優惠計劃」；而使用WeChatHK／微信支付「搭車碼」亦不能享有小童／長者半價優惠。 |

### 八達通轉乘優惠
乘搭NR334線於機場站轉乘新大嶼山巴士B4線前往港珠澳大橋香港口岸，成人或持有「學生身份」個人八達通的乘客可享$4.9車資優惠，小童則可享有$2.5車資優惠，而由港珠澳大橋香港口岸乘搭嶼巴B4線轉乘NR334線往珀麗灣，持有成人、小童或「學生身份」個人八達通的乘客可享$4.9車資優惠。

## 使用車輛
本線主要使用猛獅A95（MDR）及亞歷山大丹尼士Enviro 400 10.3米（AD）雙層低地台巴士行走。由於本線客量較低，2023年5月起加入猛獅RC2 LE 19.320（MN92-95）以及青年JNP6122GR1（YM）作為本線用車。

## 行車路線
經：順匯路、赤鱲角路、東榮路、機場路、暢連路、暢達路、機場北交匯處、航天城路、航天城第二街、航天城交通總匯、航天城第三街、航天城東路、航天城交匯處、赤鱲角路、順暉路及順匯路。

### 沿線車站

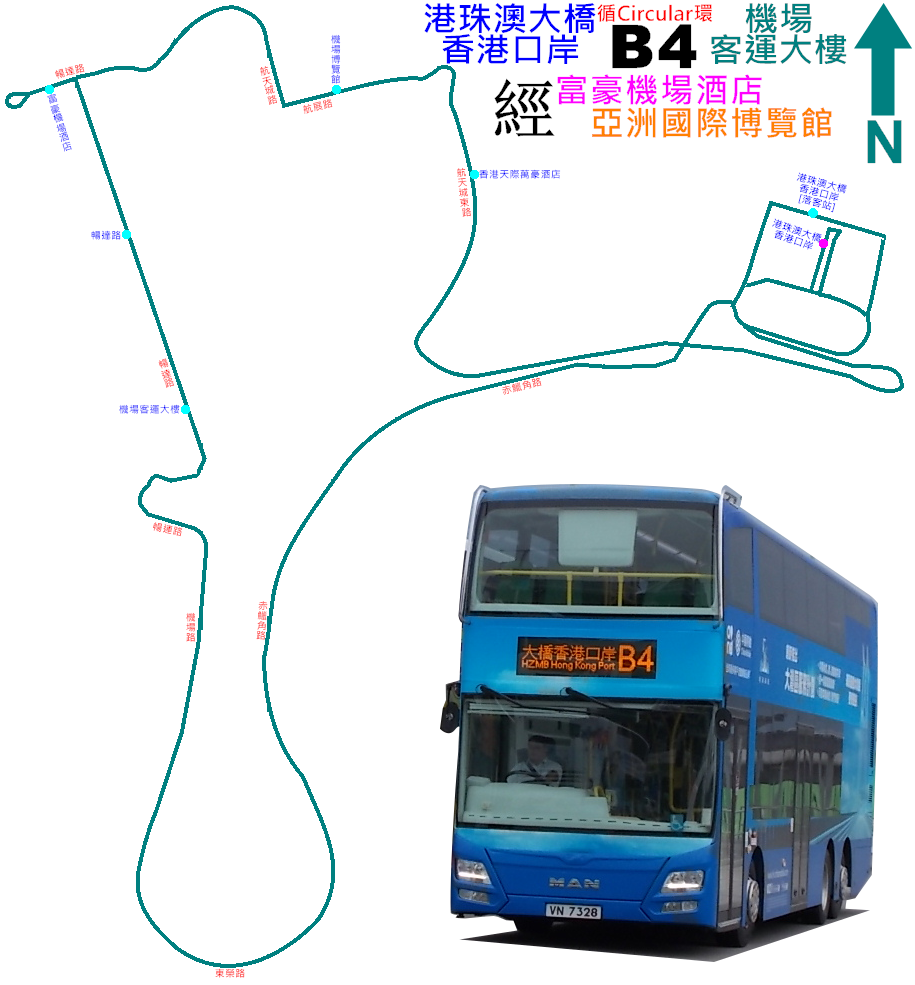
B4線的走線圖

| 大橋香港口岸開 | 大橋香港口岸開       | 大橋香港口岸開                   |
| 序號           | 車站名稱             | 位置                             |
| -------------- | -------------------- | -------------------------------- |
| 1              | 大橋香港口岸         | 港珠澳大橋香港口岸公共運輸交匯處 |
| 2              | 機場（客運大樓）     | 暢達路                           |
| 3              | 暢達路               | 暢達路                           |
| 4              | 富豪機場酒店         | 暢達路                           |
| 5              | 航天城               | 航天城交通總匯                   |
| 6              | 大橋香港口岸旅檢大樓 | 順暉路                           |
| 7              | 大橋香港口岸         | 港珠澳大橋香港口岸公共運輸交匯處 |

## 客量
由於各區已有「A線」機場巴士路線繞經港珠澳大橋香港口岸旅檢大樓，其餘路線也有提供八達通轉乘優惠，因此較少本地乘客選擇此路線，自開辦以來整體客量偏低；加上來往珠海／澳門口岸及香港機場的穿梭巴士競爭，部份本地航空公司亦有為乘搭該公司航班的珠海及澳門居民，提供包車服務往返香港機場及珠海／澳門口岸，令此路線客量雪上加霜。
機場管理局於2018年12月宣佈，將於機場海天碼頭興建多式聯運海天中轉大樓，並興建全長約570米的封閉行車橋，連接香港國際機場限制區與港珠澳大橋香港口岸人工島（工程已於2019年1月25日刊憲），於2023年8月30日正式啟用。旅客取道港珠澳大橋珠海公路口岸（於2023年12月12日起開通）或港珠澳大橋澳門邊檢大樓（於2023年8月30日起開通）出境的旅客，可乘搭海天中轉大樓客車，經港珠澳大橋直達香港國際機場禁區範圍内的海天中轉大樓，再經機場内的旅客捷運系統，到達登機閘口轉飛海外，期間無需辦理香港出入境手續，屆時本線將失去大橋香港口岸接駁機場轉乘飛機離境的作用。

## 外部連結
- 嶼巴B4線路線資料 （页面存档备份，存于）